# Marshallena nierstraszi
Marshallena nierstraszi é uma espécie de gastrópode do gênero Marshallena, pertencente a família Marshallenidae.